# Lunfardo
Il lunfardo è un argot della lingua castigliana parlata nella regione del Río de la Plata, che include le città di Buenos Aires in Argentina e Montevideo in Uruguay, così come i loro dintorni. Ha avuto origine in queste città portuali con l'arrivo massiccio di immigrati europei, principalmente italiani e spagnoli, tra la seconda metà del XIX secolo e la prima metà del XX secolo.
Nato come un gergo delle classi basse, con il tempo il lunfardo ha finito per integrare alcune delle sue parole nel vocabolario popolare argentino e uruguaiano. Presenta una forte influenza dei dialetti italiani regionali, come il lombardo. Il suo uso è molto frequente, specialmente nelle canzoni del ballo tipico della regione, il tango.

## Inversione
Le sue origini furono quelle di un argot o slang di prigionieri, usato nelle carceri per non farsi comprendere dalle guardie.
In questo contesto si inserisce anche la creazione di una particolare forma di parlare invertendo l'ordine delle sillabe di una singola parola, chiamata vesre, ossia l'inverso di revés, che significa 'contrario'. 
Ecco che quindi, al vesre, tango risulta essere gotán, amigo dà gomía, cabeza è zabeca, etc.
Le regole per invertire le sillabe, comunque, possono variare a seconda delle parole, infatti, per esempio, il vesre di pantalón è lompa, ossia la forma abbreviata.
In francese esiste un argot simile, il verlan, che è il vesre fonetico di l'envers.
Nel Prologo del libro "El informe de Brodie", scritto in parte in Lunfardo, Jorge Borges asserisce che questo slang in realtà è una specie di invenzione pittoresca senza il valore di autentico argot: "El Lunfardo, de hecho, es una broma literaria inventada por saineteros y compositores de tango..." ("Il Lunfardo, di fatto, è uno scherzo letterario inventato da scrittori di commedie di genere e compositori di tango...").

## Lessico
Il lessico del lunfardo deriva in buona parte da lingue europee che hanno influenzato il castigliano d'Argentina e Uruguay, tra cui in particolare dall'italiano o da altri idiomi della penisola, come il genovese, il piemontese o il napoletano e il cocoliche (pidgin italo-castigliano parlato dagli immigrati italiani), anche se in origine ha rivestito una figura importante nella sua formazione la lingua francese, nonché in parte l'occitano nel lessico.
Altre lingue che hanno pesantemente influenzato il lunfardo (termine che dovrebbe derivare da lumbard, “lombardo” nella stessa lingua lombarda) sono l'inglese, il francese, il portoghese, il gallego e gli idiomi indigeni, come la lingua quechua o il guaraní.
Numerose parole incorporate al lunfardo, così come al castigliano d'Argentina e Uruguay in generale, hanno cambiato forma o significato rispetto alla lingua originale da cui sono state tratte.
Inoltre, un numero elevato di termini usati in lunfardo sono parole dello stesso castigliano che fuori dall'Argentina sono considerati arcaismi oppure che hanno subito delle modifiche a livello semantico.

## Il lunfardo contemporaneo
Oggigiorno, alcune parole del lunfardo sono state incorporate al castigliano comune della città di Buenos Aires e Montevideo, mentre molte sono cadute in disuso, o hanno un utilizzo assai poco frequente o limitato a certi particolari contesti.
Con la parola lunfardo molti tendono ormai a indicare tutto lo slang di Buenos Aires e dei dintorni, indipendentemente dal fatto che l'origine del termine o del neologismo sia o meno legata all'origine reale del lunfardo.
Nel libro "Aproximación al lunfardo" (Avvicinamento al lunfardo), José Gobello sostiene che il lunfardo non è né una lingua, né un dialetto, né un gergo: secondo la sua definizione, il lunfardo è un vocabulario compuesto por voces de diverso origen que el hablante de Buenos Aires emplea en oposición al habla general, ovvero: un vocabolario composto di voci di varia origine che i portegni utilizzano al posto dell'idioma generale.